# Руфер, Йозеф
Йозеф Руфер (нем. Josef Rufer; 18 декабря 1893 — 7 ноября 1985) — австрийский музыковед. Наиболее известен как исследователь, каталогизатор и редактор сочинений Арнольда Шёнберга.

## Жизнь и творчество
Изучал теорию музыки у Вилема Земанка, композицию — у Цемлинского, параллельно учась в Праге на инженера. После отбытия воинской повинности в австрийской армии занимался у Шёнберга в Вене в 1919—1922 годах, а позднее выполнял обязанности его ассистента в Берлинской академии (1925—1933) вплоть до того, как Шёнберг был вынужден покинуть Германию. Работал музыкальным критиком. Курировал серию концертов Новой музыки в Гамбурге. Во время Второй мировой войны служил в немецких военно-воздушных силах. После демобилизации издавал журнал «Голоса» (Stimmen, 1947—1950). Совместно с Паулем Хёффером основал Международный институт музыки в Берлине (1946—1949). Работал редактором в издательстве «Боте и Бок» (1957—1959).
Преподавал теорию музыки в Свободном университете Берлина (с 1950), а также в Берлинской высшей школе музыки (1956-59), на летних курсах в Дармштадте (в 1956) и в Вене (с 1959). В числе учеников Руфера: Гизелер Клебе, Юн Исан и Ханс Вернер Хенце.
Широкую известность получил как крупнейший специалист по творчеству Шёнберга. Его библиографии, критические издания и аналитические работы являются эталонными до сих пор. Руфер — автор первого фундаментального труда по теории додекафонной композиции (1952), предельно точно соответствовавшего представлению о системе самого Шёнберга. В своём исследовании Руфер основывался на материалах устного и письменного общения с Шёнбергом (в частности, именно во время их совместной прогулки Шёнберг произнёс свою ставшую затем крылатой фразу о том, что сделал открытие, которое обеспечит превосходство немецкой музыки на последующие сто лет); тот предположительно сам участвовал в написании книги с 1949 года до своей смерти в 1951 году. В приложении к немецкому изданию, тринадцать ведущих композиторов тех лет (Блахер, Даллапиккола, Фортнер, Герхард, Хенце, Хофман, Елинек, Кшенек, Либерман, Сёрл, Шейбер, Вагнер-Регени, Циллиг) по просьбе Руфера представили своего рода манифесты, где поделились собственным опытом использования додекафонной системы. В теоретическом отношении наиболее значительным является толкование Руфером шёнберговского понятия «Grundgestalt» (основная первичная форма). В 1967 году Руфер взялся за каталогизацию музыкального, литературного и живописного наследия Шёнберга в Лос-Анджелесе, результатом чего стал капитальный том «Das Werk Arnold Schönbergs» (1959). В 1961 году Руфер по приглашению вдовы композитора в качестве главного редактора возглавил проект издания полного собрания сочинений Шёнберга.

## Избранные сочинения
- Die Komposition mit zwölf Tönen (Berlin, 1952). Пер. на англ., ит. и др. языки.
- Das Werk Arnold Schönbergs (Kassel, 1959, 2/1974). Пер. на англ. (1962).
- Technische Aspekte der Polyphonie in der 1. Hälfte des 20. Jahrhunderts (Ghent, 1969)